# Penguin Cafe Orchestra (együttes)
A Penguin Cafe Orchestra (PCO) egy angol "avant-pop" együttes volt. Fennállásuk alatt többen is megfordultak itt, de a két fő tag, Simon Jeffes és Helen Liebmann végig benne maradtak a zenekarban. 1972-ben alakultak. Zenéjükben népzenei elemek is felfedezhetőek voltak, valamint több különleges hangszer is hallható a számaikban. Megfordult az együttesben Wifred Gibson (ex Electric Light Orchestra) hegedűs is.Fennállásuk alatt 5 nagylemezt jelentettek meg. Jeffes 1997-ben elhunyt, így a zenekar történetének is vége szakadt. 2009-ben azonban a megmaradt tagok új együttest alapítottak, Penguin Cafe néven, amely azonban csak nevében azonos az eredeti zenekarral. The Anteaters és The Orchestra That Fell to Earth néven mellék-projektek is alakultak. Az "utód" (a Penguin Cafe) egészen a mai napig működik.

## Diszkográfia
| Cím                         | Év   |
| --------------------------- | ---- |
| Music from the Penguin Cafe | 1976 |
| Penguin Cafe Orchestra      | 1981 |
| Broadcasting from Home      | 1984 |
| Signs of Life               | 1987 |
| Union Cafe                  | 1993 |